# Sun Simiao
Sun Simiao (581–682) was een beroemd traditioneel Chinees geneeskundige die leefde tijdens de Sui-dynastie en Tang-dynastie. Hij wordt betiteld als China's Koning der medicijnen (药王, Yaowang) door zijn vele bijdragen aan de traditionele Chinese geneeskunde en belangvolle zorg voor zijn patiënten. 
Sun schreef twee boeken. De Beiji Qian Jin Yao Fang en Qian Jin Yi Fang. Deze boeken waren  mijlpalen in de geschiedenis van de Chinese geneeskunst.